# Zoophyte
Ce taxon est aujourd'hui obsolète.

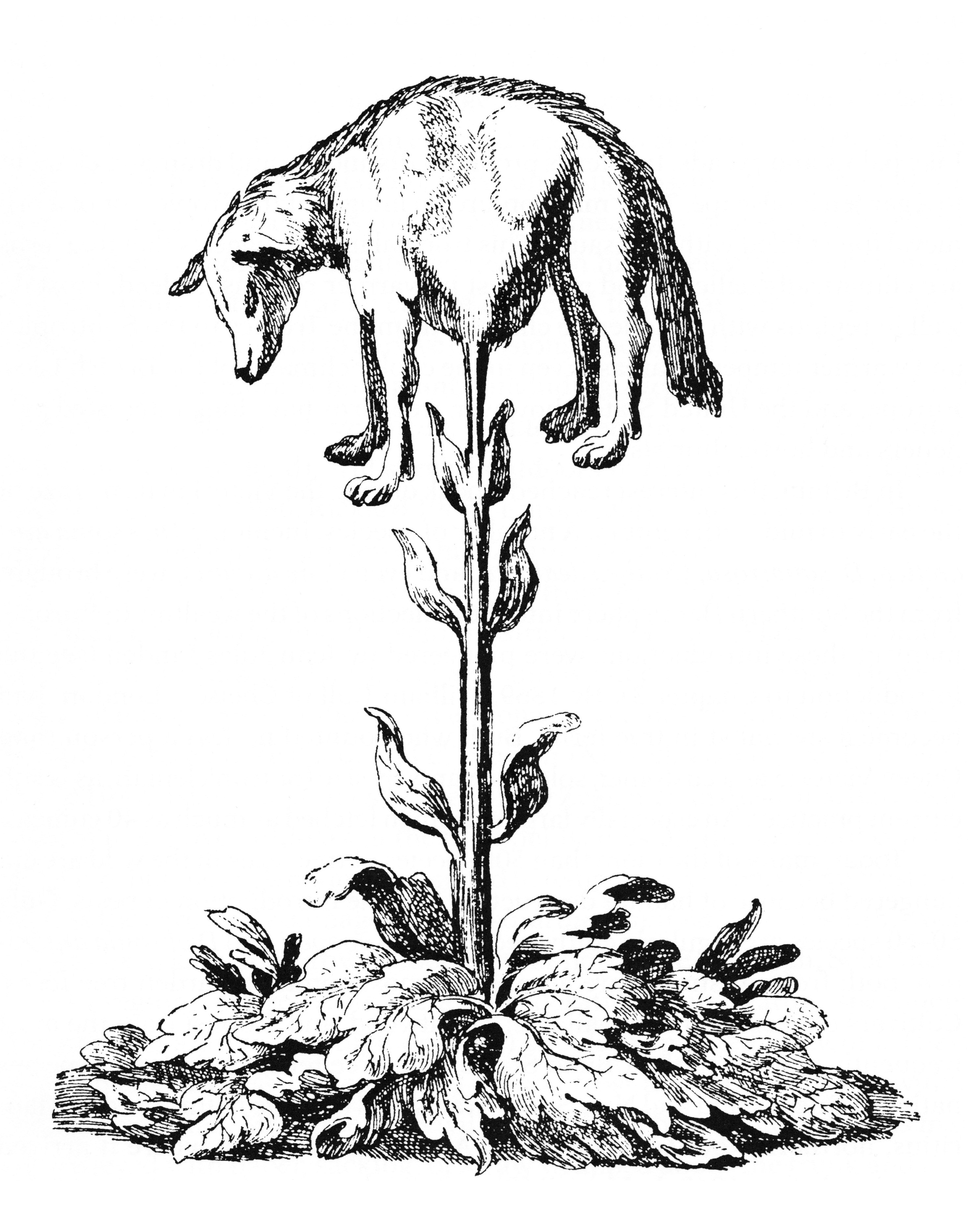
Agneau tartare, zoophyte légendaire.

En histoire naturelle, certains animaux inférieurs qui ressemblent à des plantes étaient dits Zoophytes (Zoophyta). Ce terme n'est plus utilisé dans la biologie moderne.
Par exemple, on mettait les éponges, le corail et les anémones de mer ou une partie des infusoires au nombre des zoophytes.
La zoophytologie désignait la science qui étudiait les zoophytes.

## Éléments de définition et histoire des sciences
Si la plupart des Métazoaires ont toujours été indiscutablement placés parmi les animaux, certains Métazoaires inférieurs étaient encore au XIXe siècle placés dans une catégorie particulière nommée "Zoophytes" (étymologiquement : animaux-plantes). Ce groupe comprenait traditionnellement les Spongiaires, les Cnidaires, les Cténophores et les Bryophytes. Linné classait dans cette catégorie des Mollusques comme la seiche, l'aplysie, l'holothurie, mais aussi les Échinodermes (oursins et étoiles de mer).
Peyssonnel, médecin à Marseille, fut le premier à remettre en cause ces préjugés en étudiant le corail dont la nature faisait débat : pour les auteurs antiques, le corail était une structure pierreuse, une sorte de concrétion minérale. En 1706. le naturaliste Luigi Ferdinando Marsili annonçait la découverte des fleurs de la prétendue plante. Réalisant des expériences à Cassis sur des branches de corail gardées vivantes dans des vases d'eau salée, il eut la surprise de voir les branches couvertes de « fleurs de corail » lorsqu'elles étaient placées au froid. En 1725, Peyssonnel fit les mêmes expériences sur la côte des Barbaresques et conclut à la nature animale du corail. Il adressa à l'Académie des Sciences, en 1726, une Dissertation sur le corail et sur les coquillages marins. Réaumur contesta ces conclusions en 1727 puis eut le mérite de mettre hors de doute en 1742 ce qui avait été entrevu par Peyssonnel, à savoir que les coraux et les madrépores ne sont pas des plantes, mais le travail d'une classe d'animalcules ayant de l'analogie avec les acalèphes ou orties de mer.
Dans la première édition (1735) du Systema Naturae, Linné plaçait l'ordre des Zoophyta, qui contenait des organismes macroscopiques marins comme les étoiles de mer et les méduses et regroupait tous les organismes microscopiques connus de son temps, dans la classe des Vermes du règne animal.
Le changement des idées sur l'animalité n'intervient dans le monde savant qu'après les expériences faites par Guettard, en 1742, sur les côtes d'Aunis et de Normandie, et provoquées par les découvertes du Suisse Trembley sur le polype d'eau douce.
En 1742, Bernard de Jussieu, s'étant rendu l'année précédente (1741) sur les côtes de Normandie pour examiner des Plantes marines, constata l'animalité de divers êtres vivants rangés alors parmi les Fucus et adopta le nom de « polype » pour désigner ces Animaux marins,.
Ce n'est qu'en 1744 que Jean André Peyssonnel reconnut le corail comme un animal ; de même, les Spongiaires ne furent reconnus comme animaux qu'en 1825.
Linné envisagera en 1767 le « Règne chaotique » (Regnum chaoticum ou Chaos) pour classer les « animaux-plantes ».
Treviranus, au tout début du XIXe siècle, les nommera « zoophytes » et les classera dans un règne spécifique à côté des règnes des Plantes et des Animaux. 
Le règne des Zoophytes de Treviranus (1802) contenait deux classes : la classe des Zoophyta pour les zoophytes proprement dits ou « Animaux-plantes » incluant les holothuries, oursins et étoiles de mer, les pennatules, les méduses, anémones de mer, hydres et vorticelles, les coraux, les gorgones, les infusoires, ainsi que la classe des Phytozoa pour les « Plantes-animaux » comprenant les Champignons, les Lichens, les Hépatiques, les Mousses, les Fougères, les Confervae (algues filamenteuses), les Fuci (algues diverses) et les Najadales (plantes aquatiques).
En 1806, Duméril partageait, dans sa Zoologie analytique, les animaux Invertébrés en cinq classes : les Mollusques, les Crustacés, les Vers, les Insectes et les Zoophytes.
Dans son ouvrage sur le Règne animal publié en 1817, Cuvier classe tous les animaux inférieurs dans l'embranchement des Zoophytes (ou Rayonnés) qui comprend les Échinodermes, les Intestinaux, les Acalèphes, les Polypes et les Infusoires, les trois autres embranchements étant les Mollusques, les Articulés et les Vertébrés.
En 1824, Bory de Saint-Vincent créa le règne des Psychodiaires (pour les zoophytes, les Vorticellidés et les diatomées).
Le zoologiste britannique Grant reconnaît l'appartenance des Éponges au règne animal en 1825.
Dans son système universel de la Nature, le botaniste russe Horaninow appelle « amphorganique » le nouveau règne qu'il crée en 1843 pour les Zoophyta et les Phytozoa : Regnum Amphorganicum.